# Zhang Xiaohuan
Zhang Xiaohuan, född den 19 augusti 1980 i Peking, Kina, är en kinesisk konstsimmare.
Hon tog OS-brons i lagtävlingen i konstsim i samband med de olympiska konstsimstävlingarna 2008 i Peking.